# Suzuki Yasuo
{{nihongo|
Suzuki Yasuo (sinh ngày 30 tháng 4 năm 1913) là một cầu thủ bóng đá người Nhật Bản.

## Đội tuyển bóng đá quốc gia Nhật Bản
Suzuki Yasuo thi đấu cho Nhật Bản từ năm 1934 đến 1936.

## Thống kê sự nghiệp
| Đội tuyển bóng đá Nhật Bản | Đội tuyển bóng đá Nhật Bản | Đội tuyển bóng đá Nhật Bản |
| Năm                        | Trận                       | Bàn                        |
| -------------------------- | -------------------------- | -------------------------- |
| 1934                       | 1                          | 0                          |
| 1935                       | 0                          | 0                          |
| 1936                       | 1                          | 0                          |
| Tổng cộng                  | 2                          | 0                          |